# 塩分町
塩分町（しおわけまち）は、江戸期から現在にかけての青森県弘前市の地名。郵便番号は036-8206。2017年6月1日現在の人口は73人、世帯数は43世帯。

## 地理
町域の北部は上白銀町、東部は元大工町、南部は森町、西部は茂森町に接する。

## 沿革
- 寛文年間 - 侍町と呼ばれた。
- 元禄6年 - 森町北側にあった時鐘堂[3]からほど近いことにちなみ、「鐘撞堂下通り」[4]と呼ばれた。
- 元禄16年 - 塩分町となる。
- 江戸期 - 弘前城下の一町。

### 地名の由来
築城当初は「塩飽(しわく)町」と呼ばれ、瀬戸内海の塩飽島を拠点とする海賊衆(水軍)やその子孫が暮らしたと伝えられる。当時の塩飽町の範囲は、現在の上白銀町と塩分町の間にあったとされ、現在の塩分町に当たる範囲は「塩飽町裏町」だった。

## 小・中学校の学区
市立小・中学校に通う場合、学区は以下の通りとなる。
| 大字   | 番地 | 小学校             | 中学校             |
| ------ | ---- | ------------------ | ------------------ |
| 塩分町 | 全域 | 弘前市立朝陽小学校 | 弘前市立第四中学校 |